# Rifugio Pradidali
Il rifugio Pradidali, costruito nel 1896, si trova nella Valle di Pradidali, nelle Pale di San Martino, ad un'altezza di 2.278 metri sul livello del mare.

## Accessi
È accessibile:
- da San Martino di Castrozza mediante impianto di risalita o tramite sentiero 709 dalla Val Canali;
- da San Martino di Castrozza per la Val di Roda su sentiero 702 e 715.

## Ascensioni
- Cima Canali - 2.900 m
- Cima di Ball - 2.802 m
- Cima Val di Roda - 2.605 m
- Pala di San Martino - 2.987 m

## Traversate
- Al rifugio Velo della Madonna per la via ferrata del Velo (media difficoltà) in 2h 30′
- al rifugio Treviso per il ghiacciaio della Fradusta sui sentieri 709-708-707 in 3h 30′ – 4h